# Zwijndrecht (Països Baixos)
Zwijndrecht és un municipi de la província d'Holanda del Sud, al sud dels Països Baixos. L'1 de gener del 2021 tenia 44.775 habitants repartits sobre una superfície de 22,77 km² (dels quals 2,39 km² corresponen a aigua). Limita al nord amb Barendrecht, Ridderkerk i Hendrik-Ido-Ambacht, a l'est amb Papendrecht i al sud amb Binnenmaas i Dordrecht.

## Centres de població
Heerjansdam i Kleine-Lindt.

## Ajuntament
| Eleccions municipals     | Eleccions municipals | Eleccions municipals | Eleccions municipals |
| ------------------------ | -------------------- | -------------------- | -------------------- |
| Partit                   | 1998                 | 2002                 | 2006                 |
| PvdA                     | 7                    | 6                    | 9                    |
| CDA                      | 6                    | 8                    | 6                    |
| VVD                      | 6                    | 4                    | 4                    |
| SGP/ChristenUnie         | 4                    | 4                    | 4                    |
| Algemeen Belang Zwijndr. | -                    | -                    | 3                    |
| GroenLinks               | 2                    | 2                    | 2                    |
| D66                      | 2                    | 2                    | 1                    |
| LPF                      | -                    | 3                    | -                    |
| Total                    | 27                   | 29                   | 29                   |
| Participació             | 59,2%                | 51,2%                | 55,3%                |

## Agermanaments
- Zwijndrecht (Bèlgica)
- Poprad
- Norderstedt